# Jacobo de Cessolis

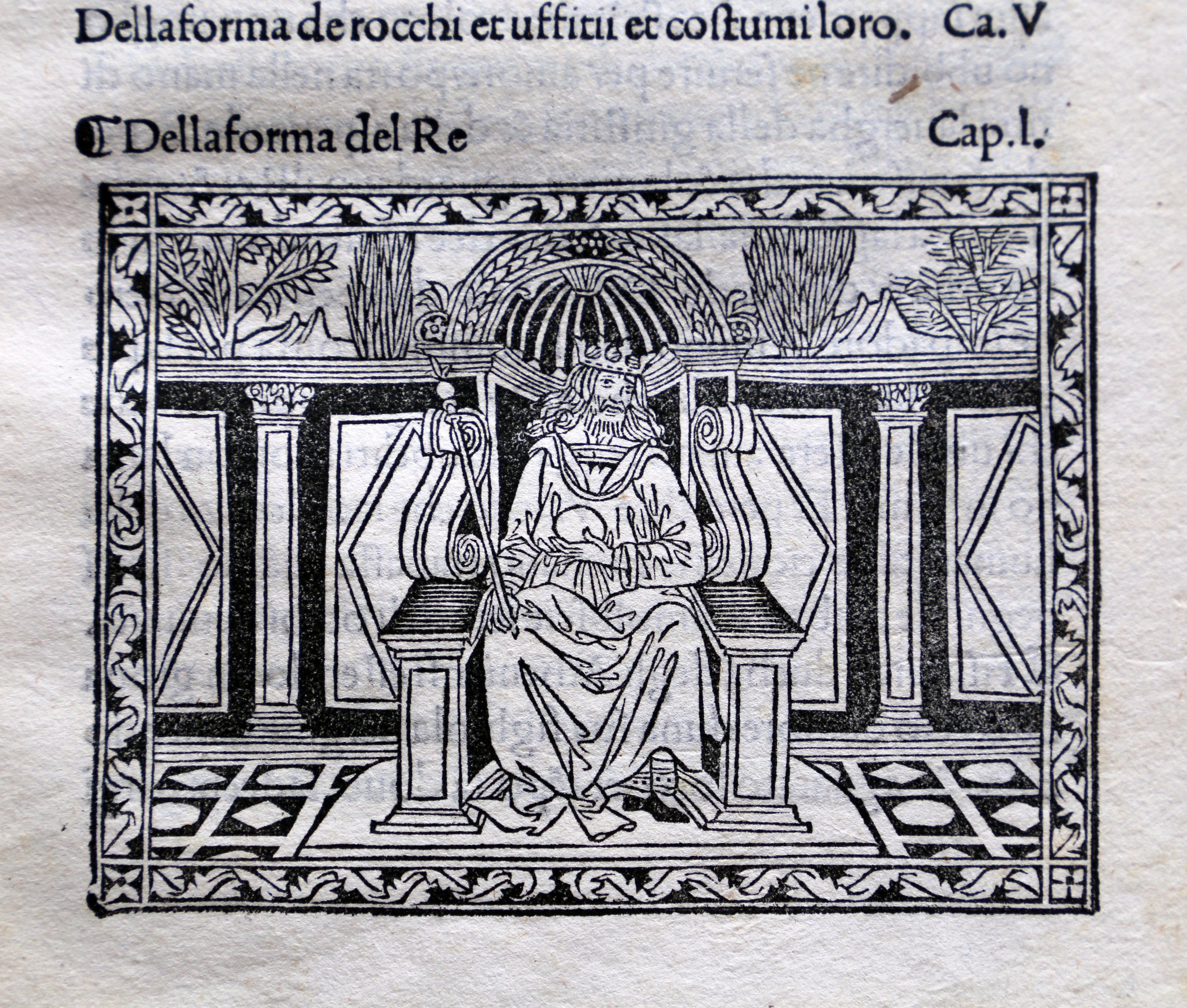
El rey

Jacobo de Cessolis, dominico lombardo afincado en Génova, compuso entre 1300 y 1330  en latín un Liber de moribus hominum et de officiis nobilium super ludum scacchorum, repartido en cuatro tratados. En este libro, conocido como Ludus scacchorum o «Juego de Ajedrez», se explica la invención del juego, atribuyéndoselo a varias leyendas, las piezas, los peones y los movimientos, tal y como han llegado a la actualidad. Todo el libro está impregnado de analogías entre el juego del ajedrez y la sociedad medieval. 
El libro de Cessolis se publicó en España en 1549 (en Valladolid) con el título de «El juego del ajedrez o dechado de fortuna» y en Inglaterra con el título «The Collection Form and the Art of Memory in Libel- lus super ludo Schachorum»